# Chrysler Sebring
Chrysler Sebring, benannt nach einer Rennstrecke in Florida, ist der Name mehrerer vom US-amerikanischen Automobilhersteller Chrysler angebotener Fahrzeuge und bezeichnete:
- ein von Frühjahr 1995 bis Ende 2005 produziertes Sportcoupé der Mittelklasse mit Frontantrieb;
- ein von Frühjahr 1996 bis Ende 2010 gebautes Cabriolet der Mittelklasse mit Frontantrieb;
- eine von Herbst 2000 bis Ende 2010 hergestellte Mittelklasse-Limousine mit Frontantrieb.

## Sebring Coupé (FJ, 1995–2000)
Der Sebring (interne Typbezeichnung: FJ) basierte auf der Technik des Mitsubishi Galant und war ein Produkt von Diamond-Star Motors, einem Joint-Venture zwischen Chrysler und Mitsubishi. Sein technisch identisches Schwestermodell war der Dodge Avenger, technische Verwandtschaft bestand ferner mit dem Mitsubishi Eclipse der 2. Generation.
Da Chrysler seine Anteile 1993 an Mitsubishi verkaufte, wurde Diamond-Star Motors am 1. Juli 1995 in Mitsubishi Motors Manufacturing America (MMMA) umbenannt. Avengers und Sebring Coupés, die von 1994 bis 1996 gebaut wurden, tragen beide DSM-Kennzeichnungen im Motorraum. Die Zusammenarbeit der Hersteller ging jedoch weiter.

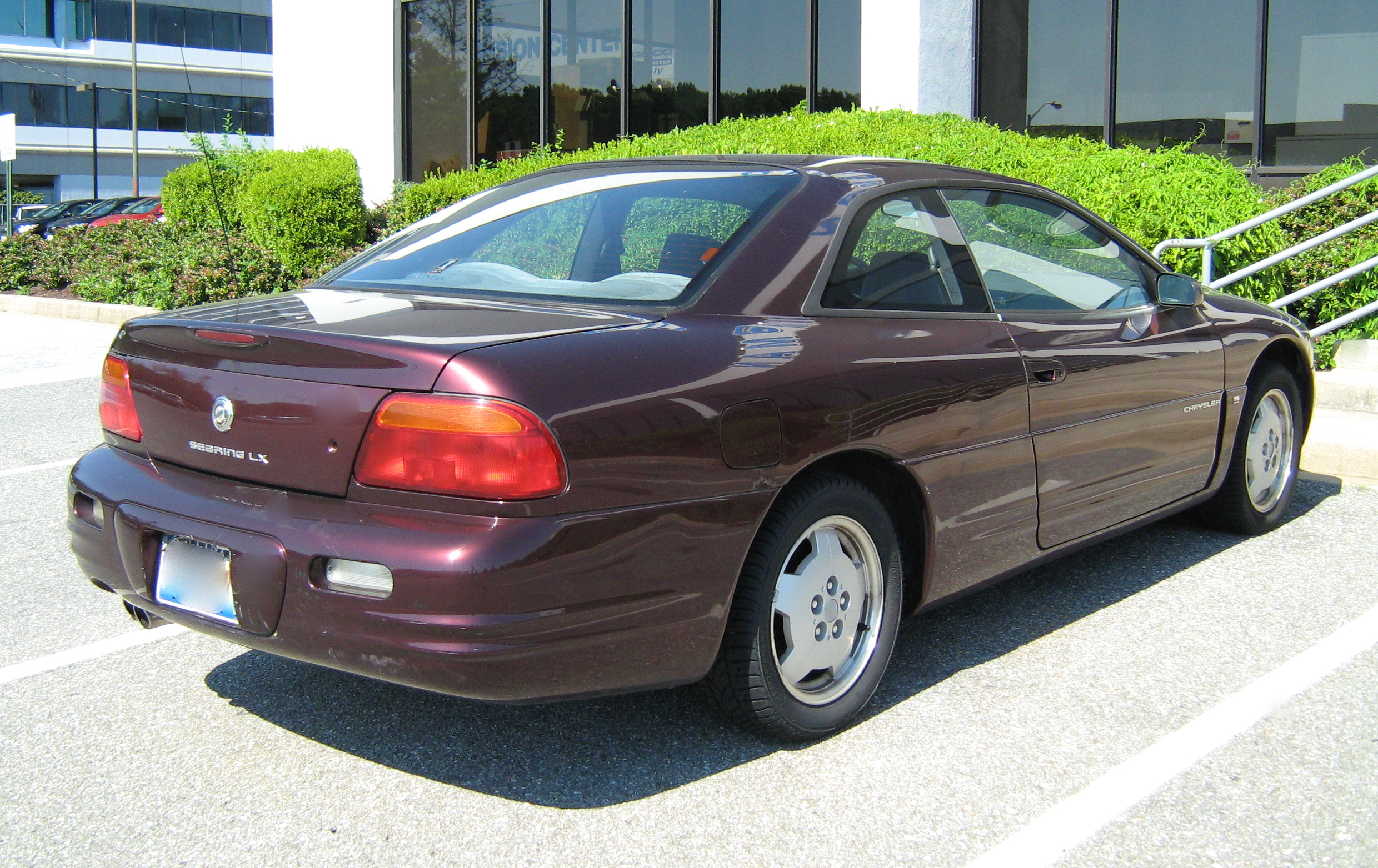
Heckansicht

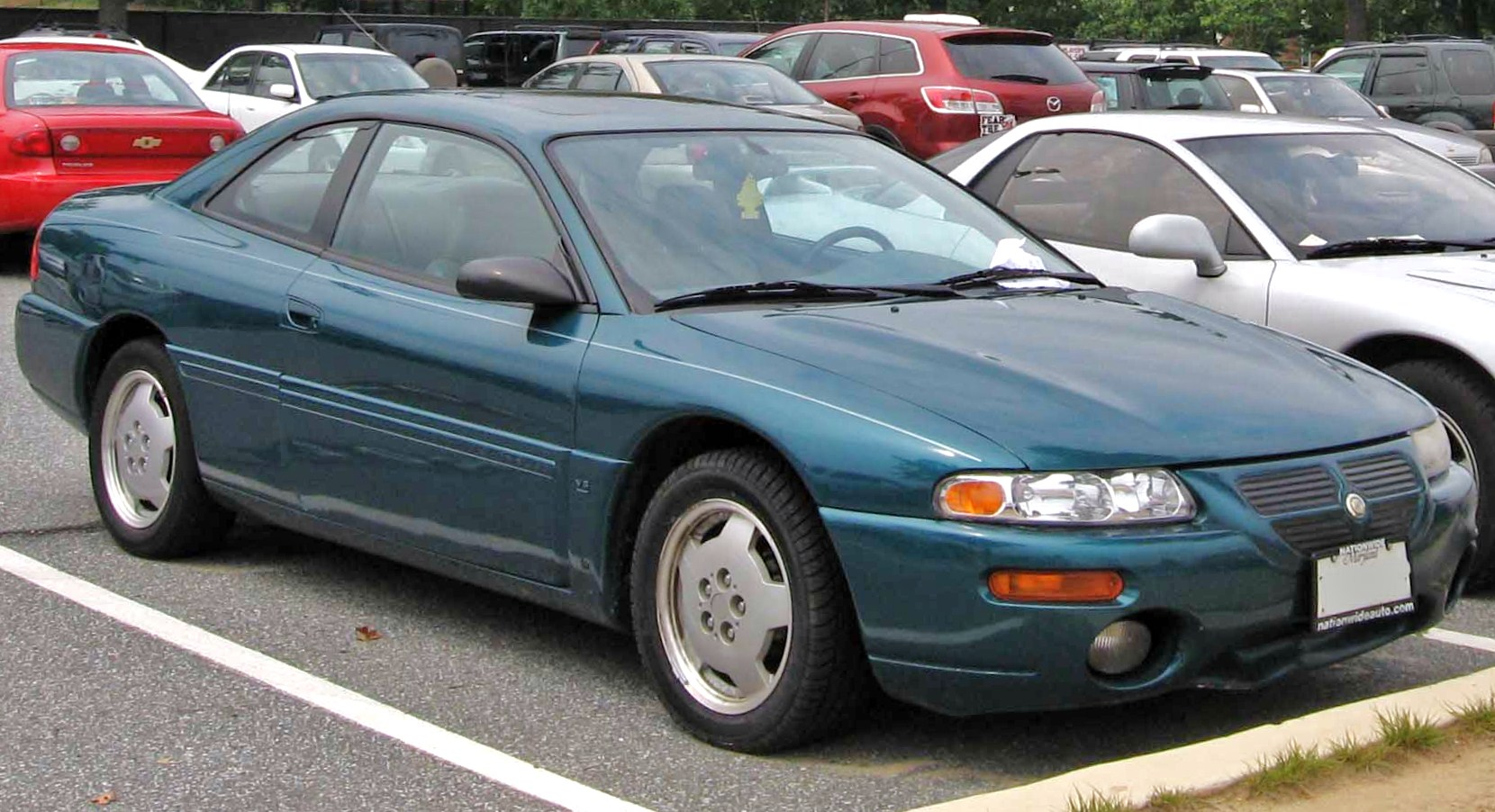
Chrysler Sebring Coupé (1995–1997)

Im Frühjahr 1995 brachte Chrysler den neuen Sebring als Coupé im sogenannten Cab-Forward-Design – mit weit nach vorne gerückter Passagierkabine und kurzem Vorderwagen – auf den Markt; vom Dodge Avenger unterschied er sich hauptsächlich durch die konventionellere Gestaltung der Frontpartie mit zwischen den Scheinwerfern liegendem Kühlergrill, eine eckiger gestaltete Fensterlinie und C-Säule sowie ein eigenständiges Heck. Lieferbar war der Sebring als Basismodell LX mit 2,0-l-Reihenvierzylindermotor mit zwei obenliegenden Nockenwellen (maximale Leistung: 104 kW), gepaart mit Fünfganggetriebe, und als umfangreicher ausgestatteter Sebring LXi mit 2,5-l-V6-Motor (maximale Leistung: 116 kW) samt Vierstufen-Automatikgetriebe.
1996 wurde die maximale Leistung des V6-Motors auf 121 kW (165 PS) erhöht.
Ende 1997 wurde dem Fahrzeug ein Facelift zuteil, was am größeren Kühlergrill erkennbar war, auf dem nun das geflügelte Chrysler-Emblem saß. Ansonsten beschränkten sich die Änderungen während der Laufzeit des Sebring auf kleine Details.
Bis zum Produktionsende im Herbst 2000 entstanden vom Sebring Coupé etwa 160.000 Stück.

## Sebring Cabriolet (JX, 1996–2000)
Das Sebring Cabriolet der ersten Generation (interne Typbezeichnung: JX), das in Europa als Stratus Cabriolet verkauft wurde, wurde 1995 oder früher präsentiert und kam im April 1996 auf den Markt. Es basierte nicht auf der Plattform des Sebring Coupé, sondern auf der längeren Plattform (Radstand 269,2 cm statt 263,4 cm) des Chrysler Cirrus und besaß eine eigenständige – mit 490 cm etwa 15 cm längere – Karosserie. Angeboten wurden die Ausstattungen JX und JXi, deren Motorisierung den LX- und LXi-Modellen des Coupés entsprach, allerdings verrichtet im JX eine von 2,0 l auf 2,4 l gebrachte Variante des Chrysler-Vierzylindermotors mit 112 kW (150 hp) ihren Dienst.
1998 kam die Ausstattungsvariante Limited mit V6-Motor, Vierstufen-Automatikgetriebe, ABS, verchromten Leichtmetallrädern, Traktionskontrolle und Lederinterieur ins Programm.
Vom ersten Sebring Cabriolet fertigte Chrysler bis Ende 2000 etwa 230.000 Exemplare.

## Sebring (JR, 2000–2007)
Im Herbst 2000 erschien die zweite Generation des Sebring (interne Typbezeichnung: JR), der als Limousine sowie wieder als Cabriolet erhältlich war und formal erstmals auf der New York International Auto Show (NYIAS) 2000 gezeigt wurde. Angetrieben wurden beide vom bekannten 2,4-l-Reihenvierzylindermotor mit Fünfgang-Schaltgetriebe oder einem 2,7-l-V6-Motor mit Vierstufen-Automatikgetriebe, als Cabriolet in der Sportversion GTC auch mit Fünfgang-Schaltgetriebe. Im Export gab es auch einen Zweiliter-Vierzylindermotor mit 104 kW (141 PS).
Die Limousine des Chrysler Sebring debütierte als Nachfolger des Chrysler Cirrus und Parallelmodell zum Dodge Stratus. Auch hier kamen ein 2,0- (mit Fünfgang-Schaltgetriebe) bzw. 2,4-l-Vierzylindermotor oder ein 2,7-l-V6-Motor, jeweils mit Vierstufen-Automatikgetriebe, zum Einsatz.

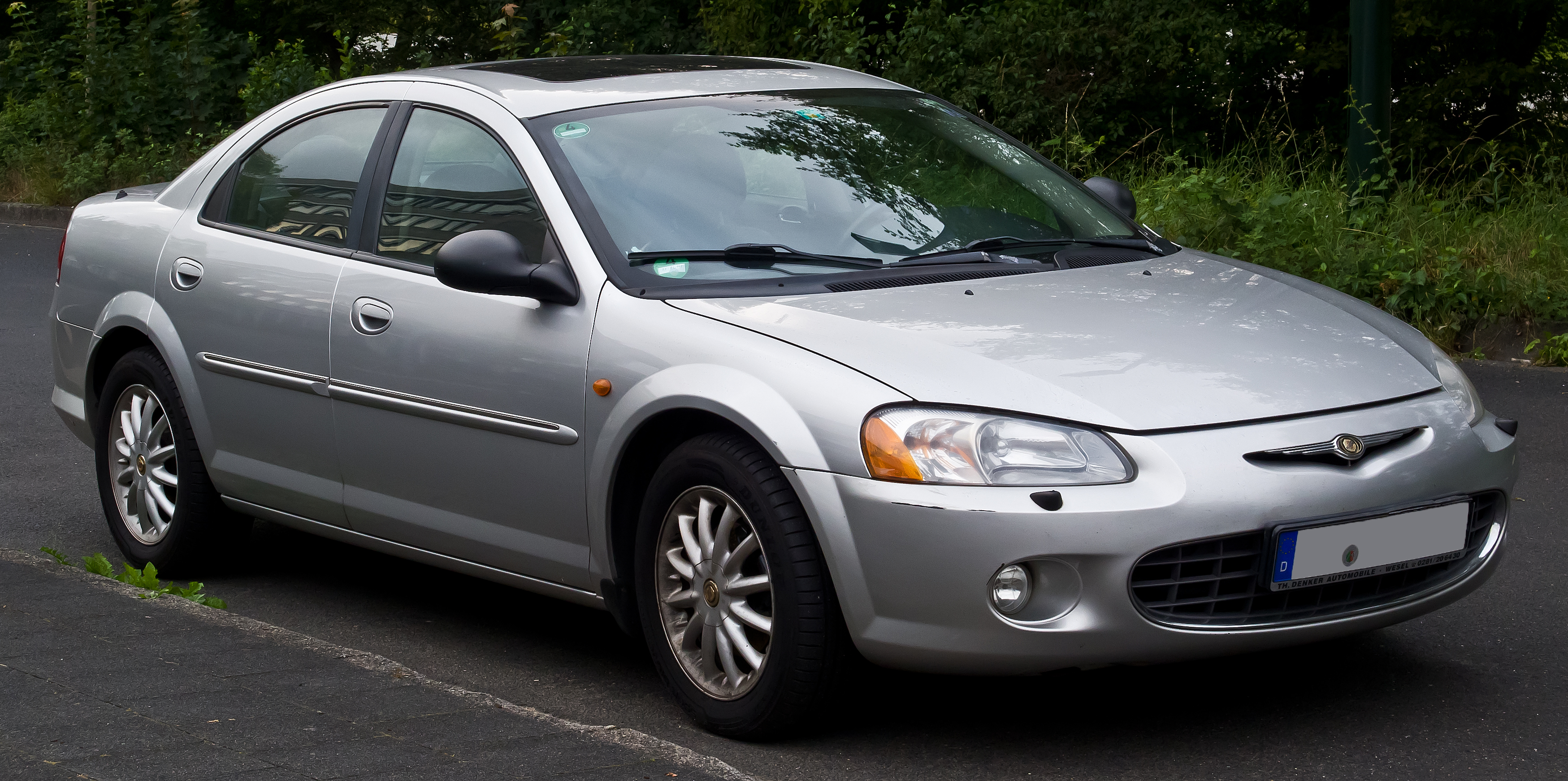
Chrysler Sebring Limousine (2000–2004)
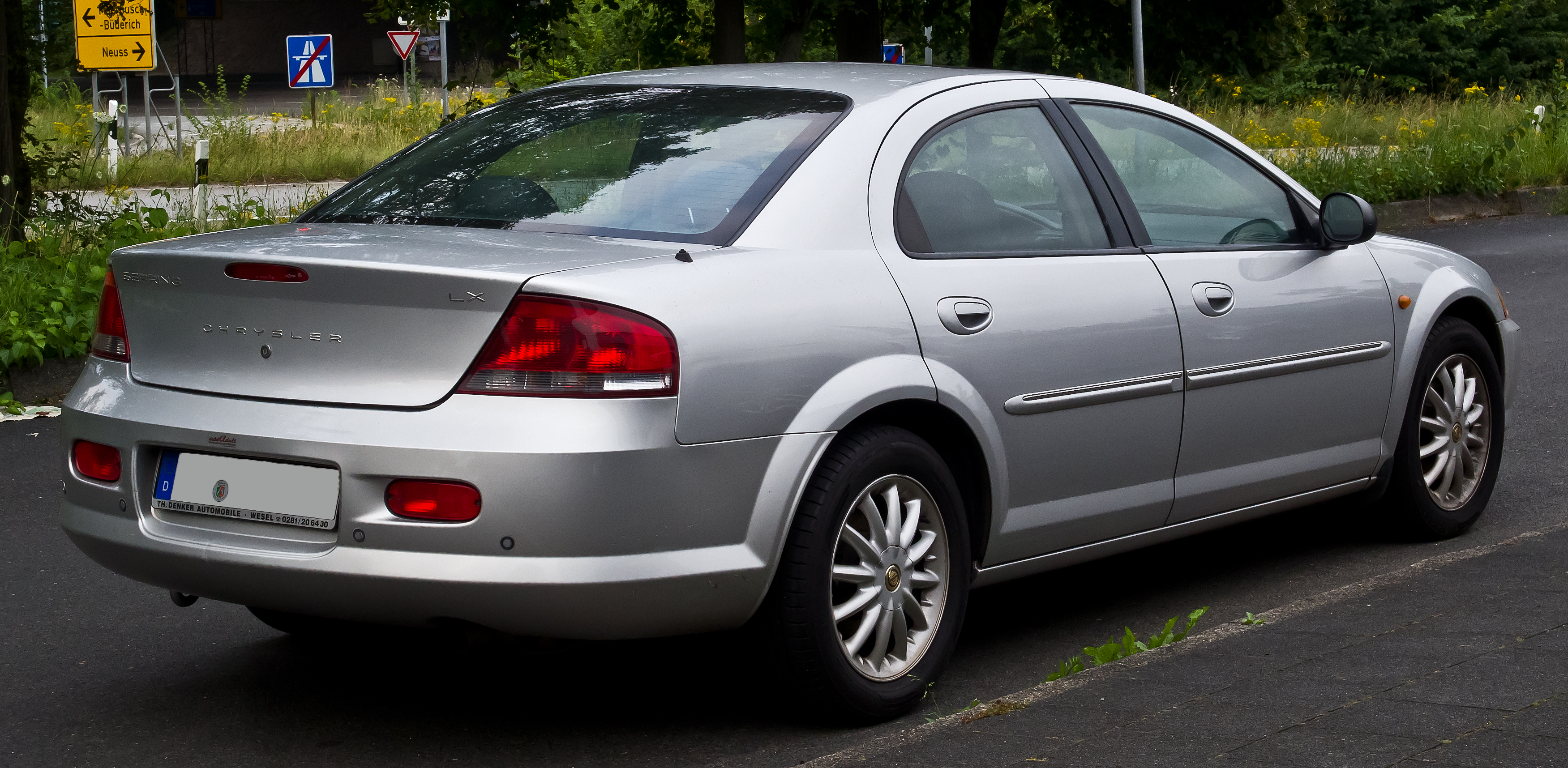
Heckansicht

Im Modelljahr 2004 wurde dem Sebring eine hauptsächlich im Frontbereich durchgeführte Überarbeitung zuteil.
Anfang 2007 erfolgte dann die Ablösung durch das Modell mit der internen Bezeichnung „JS“. In Russland wurde der Sebring mit den umgesetzten Chrysler-Produktionsanlagen unter dem Namen GAZ Wolga Siber weitergebaut und vermarktet.

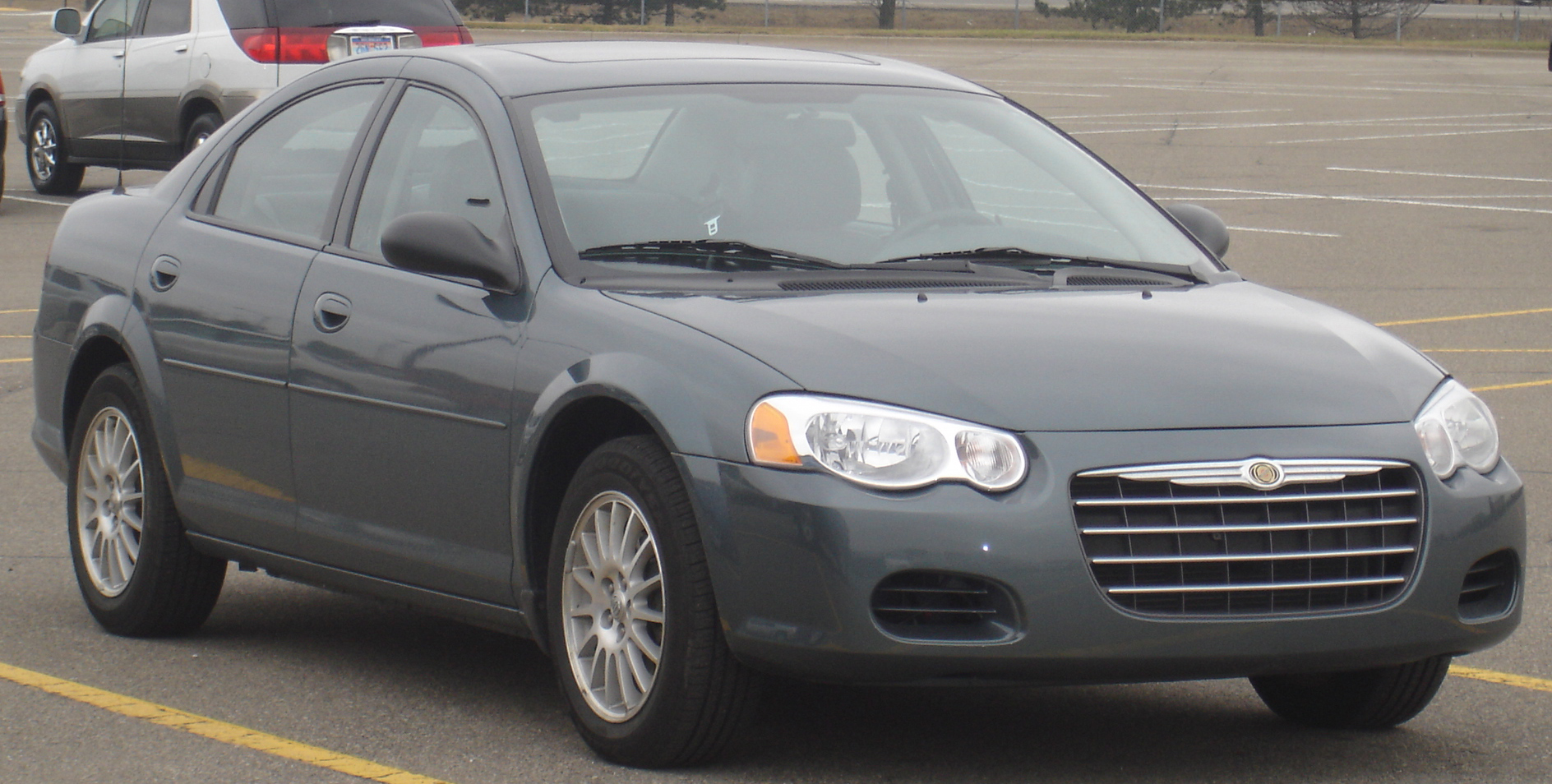
Chrysler Sebring Limousine (2004–2006)
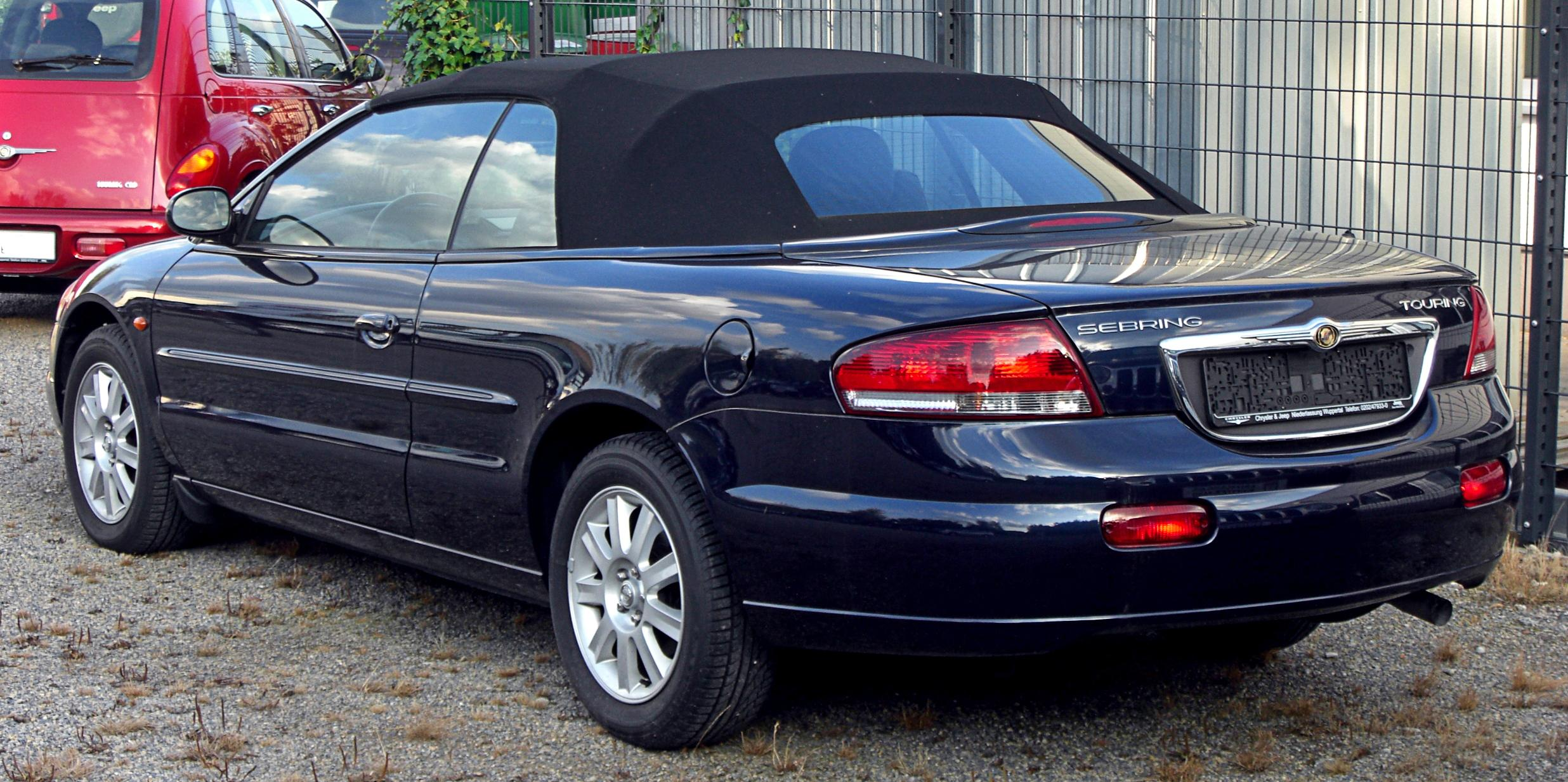
Chrysler Sebring Cabrio (2004–2007)

## Sebring Coupé (ST-22, 2000–2005)

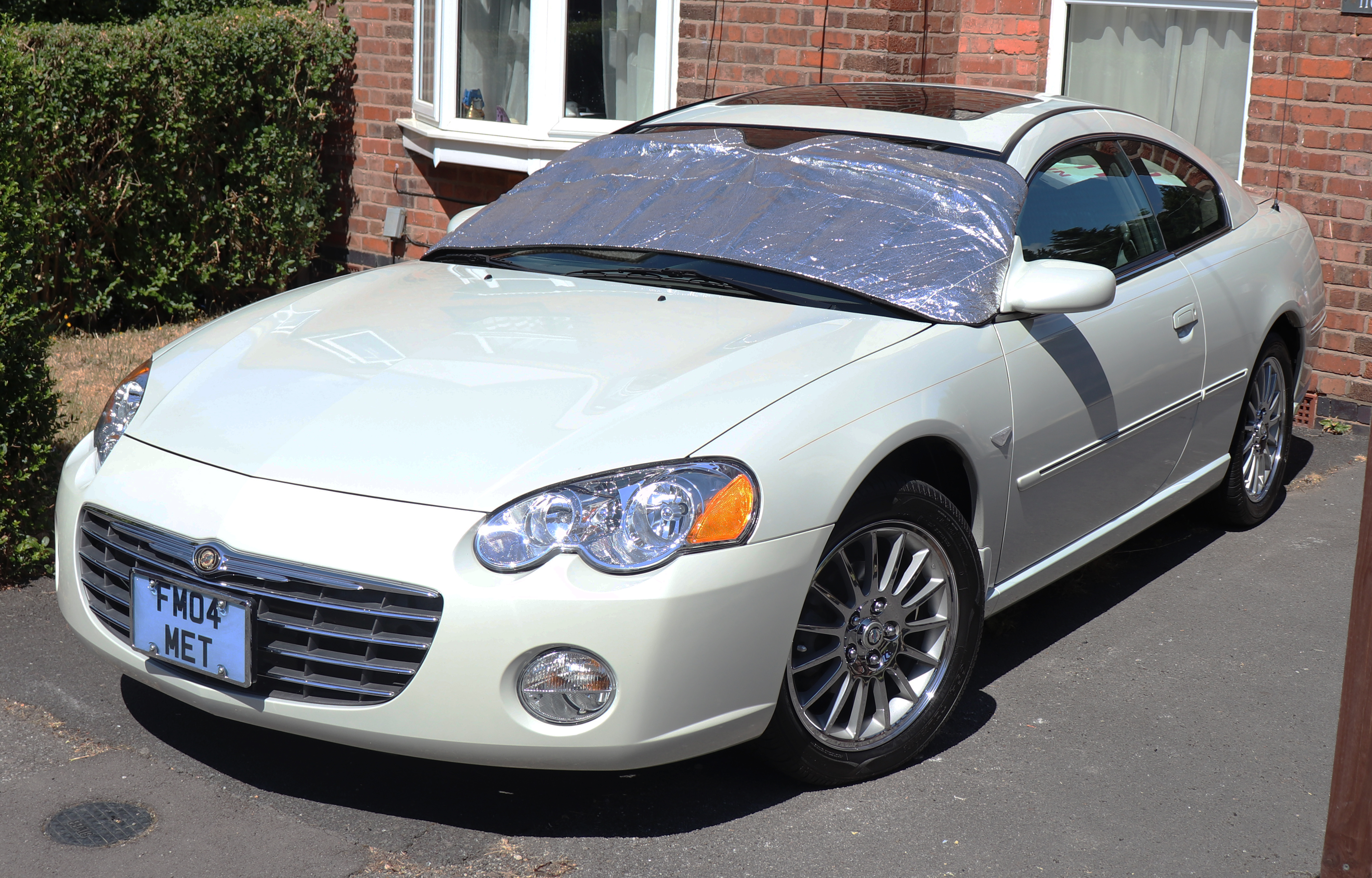
Chrysler Sebring Coupé (2003–2005)

Im Herbst 2000 erschien das, formal erstmals auf der NYIAS 2000 gezeigte, Sebring Coupé (interne Typbezeichnung: ST-22) mit komplett neuer Karosserie auf der Basis der JR-Baureihe.
Es unterschied sich von der Limousine und dem Cabrio neben kleineren optischen Details auch in der Motorisierung. Es gab das Coupé mit einem 2,4-l-Reihenvierzylindermotor und einer maximalen Leistung von 106 kW von Chrysler oder einem 3,0-l-V6-Motor von Mitsubishi, der maximal 149 kW leistete. Das Parallelmodell dazu war das Dodge Stratus Coupé.
Im Modelljahr 2003 wurde die Front des Coupés ebenfalls modifiziert.
Das Sebring Coupé ST-22 wurde bis Ende 2005 hergestellt.

## Sebring (JS, 2006–2010)
Im Herbst 2006 präsentierte Chrysler einen neuen Sebring (interne Typbezeichnung: JS) auf Basis der gemeinsam mit Mitsubishi entwickelten GS-Plattform, auf der auch beispielsweise der Dodge Caliber basiert. Seine Markteinführung erfolgte Anfang 2007.
Im Juli 2007 erschien das Cabriolet der dritten Sebring-Generation, das wiederum auf der Plattform der zugehörigen Limousine basiert.

### Antrieb
Den Antrieb übernehmen hier wahlweise ein neuer 2,0- bzw. 2,4-l-Vierzylindermotor (von GEMA, einem Joint-Venture von DaimlerChrysler, Mitsubishi und Hyundai) oder die Chrysler-eigenen V6-Motoren mit 2,7 und 3,5 Litern Hubraum. Für Europa gab es zudem einen Turbodiesel-Motor von Volkswagen in Verbindung mit einem manuellen Sechsgang-Getriebe, der ebenfalls im Dodge Avenger und Dodge Caliber eingebaut wurde.
Optional erhältlich war mit dem 2,7-l-V6-Motor ein Flexible-Fuel-Triebwerk, das neben herkömmlichen Benzin auch mit E-85-Kraftstoff betankt werden kann. Die Kraftübertragung bei diesem Motor erfolgt mit einem Sechsstufen-Automatikgetriebe, beim 2,4-l-R4-Motor über ein Vierstufen-Automatikgetriebe mit Overdrive.

### Fahrwerk
Alle Modelle haben vorn Einzelradaufhängung mit MacPherson-Federbeinen, Schraubenfedern mit Gasdruck-Stoßdämpfern und Stabilisator mit entkoppeltem Rahmenträger sowie hinten eine Mehrlenker-Achse mit Schraubenfedern und Stabilisator, Gasdruck-Stoßdämpfer und entkoppeltem hinteren Rahmenträger.
Die Lenkung ist eine geschwindigkeitsabhängig arbeitende Zahnstangen-Servolenkung, der Wendekreis liegt bei 11,13 Metern.

### Karosserie

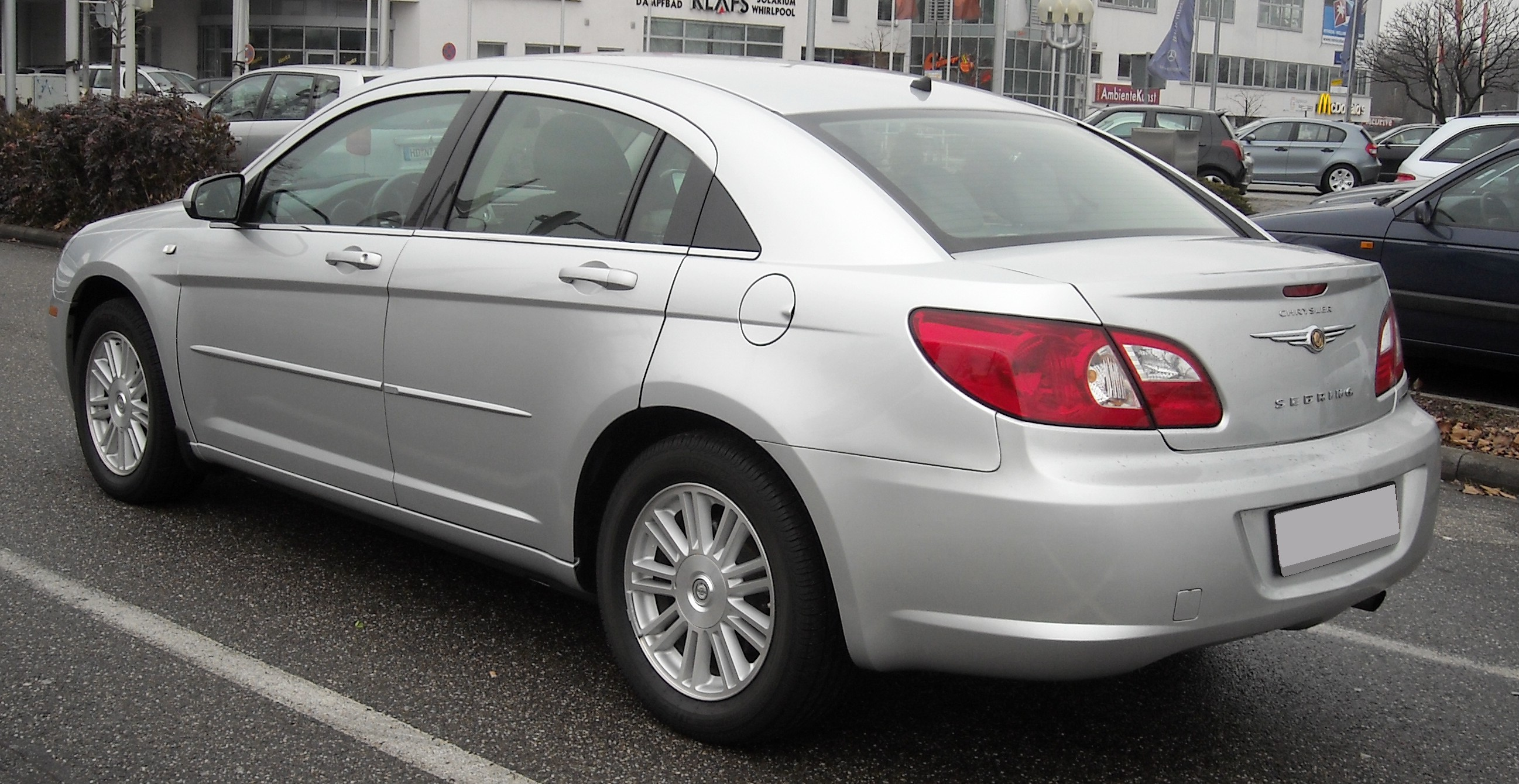
Heckansicht

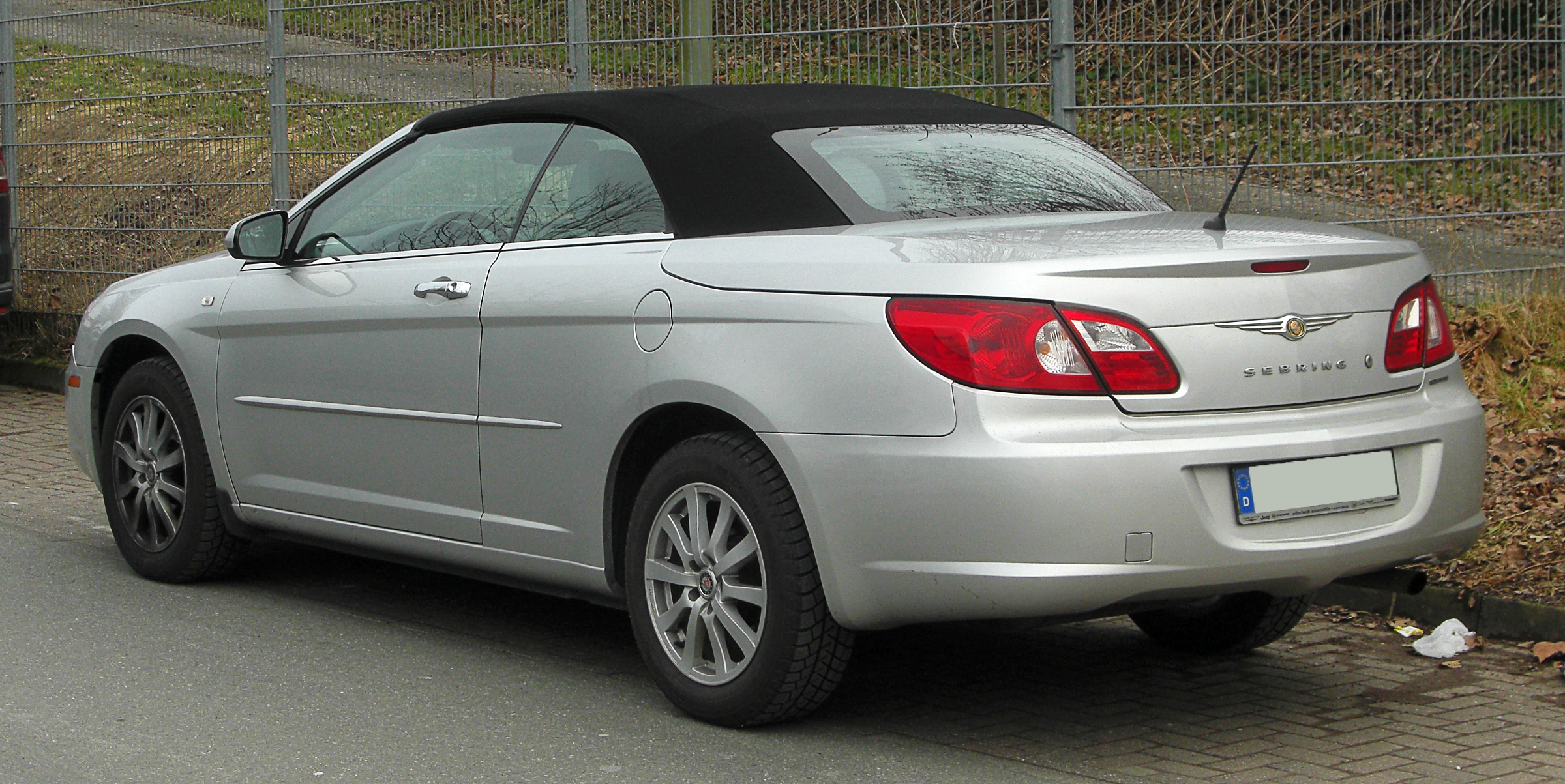
Chrysler Sebring Cabrio (2007–2010)

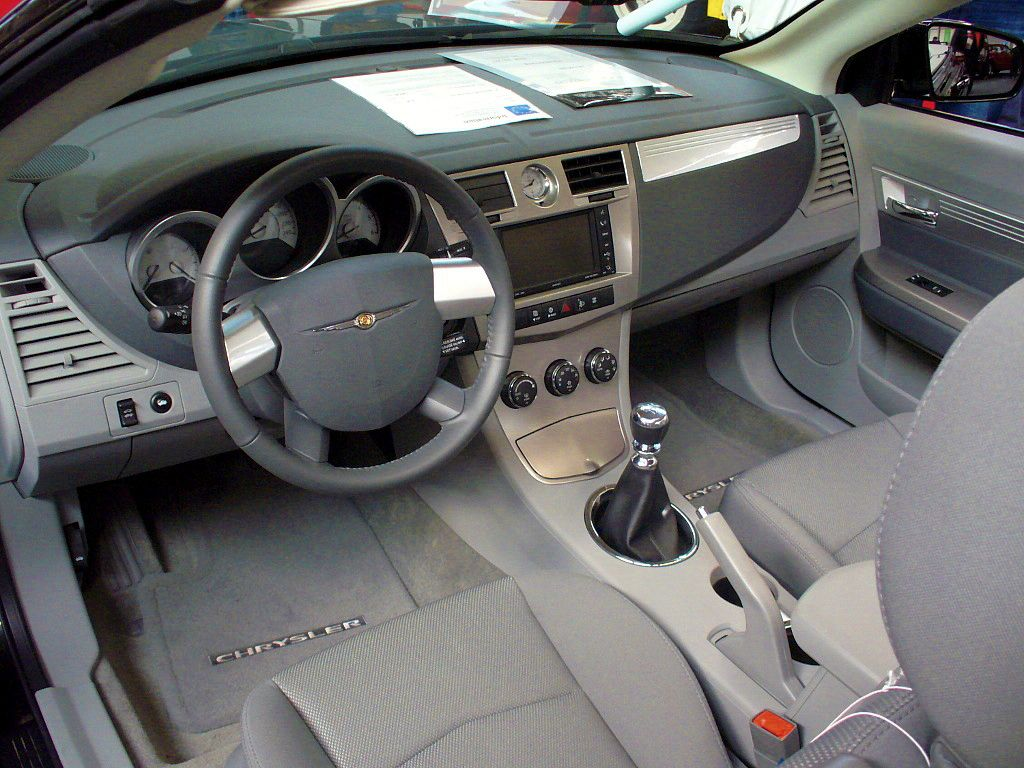
Innenraum

Der cW-Wert von 0,331 liegt deutlich höher als der vergleichbarer europäischer Mittelklasse-Modelle, beim Cabriolet beträgt er 0,34.
Erstmals war das Cabriolet mit drei verschiedenen elektrisch versenkbaren Verdeckversionen lieferbar: ein Vinyldach, ein Stoffdach und ein in Wagenfarbe lackiertes Retractable Hardtop aus Stahl. Alle Dachversionen lassen sich per Knopfdruck am Wagenschlüssel öffnen. 

### Ausstattung
Der Chrysler Sebring konnte optional mit dem MyGIG-System ausgerüstet werden. Dies ist ein CD/DVD/HDD/MP3/Satelliten-Navigationsradio mit einer 20-Gigabyte-Festplatte und einem 6,5-Zoll-TFT-Bildschirm mit Touch-Screen-Funktion. Das MyGIG-System kann sprachgesteuert werden, hat einen USB-Anschluss und ermöglicht das Speichern und Abspielen von Musik, Sound, Filmen und individuellen Bilddarstellungen.

### Produktion
Hergestellt wurden die Limousine und das Cabriolet im Werk Sterling Heights in Michigan (USA) parallel zum Dodge Avenger.
Seit Herbst 2009 werden die Sebring-Limousine und das Schwestermodell Dodge Avenger in Deutschland nicht mehr angeboten.
Ende 2010 beendete Chrysler die Herstellung der Sebring Limousine und des Cabriolets.
Ende 2010 wurde auch die Produktion des Sebring eingestellt. Als Nachfolger gilt der Anfang 2011 auf dem amerikanischen Markt eingeführte Chrysler 200.

### Technische Daten
| Modell  | Motorart    | Motorbauart | Hubraum  | max. Leistung   | Getriebe                   | Markt           | Bauzeit Limousine | … Cabriolet     |
| ------- | ----------- | ----------- | -------- | --------------- | -------------------------- | --------------- | ----------------- | --------------- |
| 2.0     | Ottomotor   | R4          | 1998 cm³ | 115 kW (156 PS) | 5-Gang-Schaltgetriebe      | Europa, Amerika | 09/2006–07/2009   | –               |
| 2.4     | Ottomotor   | R4          | 2360 cm³ | 129 kW (175 PS) | 4-Stufen-Automatikgetriebe | nur in Amerika  | 09/2006–12/2010   | 05/2007–12/2010 |
| 2.7     | Ottomotor   | V6          | 2736 cm³ | 137 kW (186 PS) | 6-Stufen-Automatikgetriebe | Europa          | –                 | 01/2008–03/2010 |
| 2.7     | Ottomotor   | V6          | 2736 cm³ | 141 kW (192 PS) | 4-Stufen-Automatikgetriebe | nur in Amerika  | 01/2008–03/2010   | 01/2008–03/2010 |
| 3.5     | Ottomotor   | V6          | 3518 cm³ | 175 kW (238 PS) | 6-Stufen-Automatikgetriebe | nur in Amerika  | 09/2006–12/2010   | 05/2007–12/2010 |
| 2.0 CRD | Dieselmotor | R4          | 1968 cm³ | 103 kW (140 PS) | 6-Gang-Schaltgetriebe      | Europa          | 09/2006–07/2009   | 05/2007–03/2010 |

## Zulassungszahlen
Zwischen 2001 und 2010 sind in der Bundesrepublik Deutschland insgesamt 7.560 Einheiten des Chrysler Sebring neu zugelassen worden. Mit 1.512 Einheiten war 2001 das erfolgreichste Verkaufsjahr.
| 1.512 \| \| |
|             |

|  |

| 1.512 \| \| |
|             |

|  |

| 1.420 \| \| |
|             |

|  |

| 1.420 \| \| |
|             |

|  |

| 1.221 \| \| |
|             |

|  |

| 1.221 \| \| |
|             |

|  |

| 624 \| \| |
|           |

|  |

| 624 \| \| |
|           |

|  |

| 502 \| \| |
|           |

|  |

| 502 \| \| |
|           |

|  |

| 312 \| \| |
|           |

|  |

| 312 \| \| |
|           |

|  |

| 210 \| \| |
|           |

|  |

| 216 \| \| |
|           |

|  |

| 210 \| \| |
|           |

|  |

| 216 \| \| |
|           |

|  |

| 329 \| \| |
|           |

|  |

| 591 \| \| |
|           |

|  |

| 329 \| \| |
|           |

|  |

| 591 \| \| |
|           |

|  |

| 262 \| \| |
|           |

|  |

| 155 \| \| |
|           |

|  |

| 262 \| \| |
|           |

|  |

| 155 \| \| |
|           |

|  |

| 110 \| \| |
|           |

|  |

| 96 \| \| |
|          |

|  |

| 110 \| \| |
|           |

|  |

| 96 \| \| |
|          |

|  |

| 1.512 \| \| |
|             |

|  |

| 1.512 \| \| |
|             |

|  |

| 1.420 \| \| |
|             |

|  |

| 1.420 \| \| |
|             |

|  |

| 1.221 \| \| |
|             |

|  |

| 1.221 \| \| |
|             |

|  |

| 624 \| \| |
|           |

|  |

| 624 \| \| |
|           |

|  |

| 502 \| \| |
|           |

|  |

| 502 \| \| |
|           |

|  |

| 312 \| \| |
|           |

|  |

| 312 \| \| |
|           |

|  |

| 210 \| \| |
|           |

|  |

| 216 \| \| |
|           |

|  |

| 210 \| \| |
|           |

|  |

| 216 \| \| |
|           |

|  |

| 329 \| \| |
|           |

|  |

| 591 \| \| |
|           |

|  |

| 329 \| \| |
|           |

|  |

| 591 \| \| |
|           |

|  |

| 262 \| \| |
|           |

|  |

| 155 \| \| |
|           |

|  |

| 262 \| \| |
|           |

|  |

| 155 \| \| |
|           |

|  |

| 110 \| \| |
|           |

|  |

| 96 \| \| |
|          |

|  |

| 110 \| \| |
|           |

|  |

| 96 \| \| |
|          |

|  |

| 1.512 \| \| |
|             |

|  |

| 1.512 \| \| |
|             |

|  |

| 1.420 \| \| |
|             |

|  |

| 1.420 \| \| |
|             |

|  |

| 1.221 \| \| |
|             |

|  |

| 1.221 \| \| |
|             |

|  |

| 624 \| \| |
|           |

|  |

| 624 \| \| |
|           |

|  |

| 502 \| \| |
|           |

|  |

| 502 \| \| |
|           |

|  |

| 312 \| \| |
|           |

|  |

| 312 \| \| |
|           |

|  |

| 210 \| \| |
|           |

|  |

| 216 \| \| |
|           |

|  |

| 210 \| \| |
|           |

|  |

| 216 \| \| |
|           |

|  |

| 329 \| \| |
|           |

|  |

| 591 \| \| |
|           |

|  |

| 329 \| \| |
|           |

|  |

| 591 \| \| |
|           |

|  |

| 262 \| \| |
|           |

|  |

| 155 \| \| |
|           |

|  |

| 262 \| \| |
|           |

|  |

| 155 \| \| |
|           |

|  |

| 110 \| \| |
|           |

|  |

| 96 \| \| |
|          |

|  |

| 110 \| \| |
|           |

|  |

| 96 \| \| |
|          |

|  |

| 1.512 \| \| |
|             |

|  |

| 1.512 \| \| |
|             |

|  |

| 1.420 \| \| |
|             |

|  |

| 1.420 \| \| |
|             |

|  |

| 1.221 \| \| |
|             |

|  |

| 1.221 \| \| |
|             |

|  |

| 624 \| \| |
|           |

|  |

| 624 \| \| |
|           |

|  |

| 502 \| \| |
|           |

|  |

| 502 \| \| |
|           |

|  |

| 312 \| \| |
|           |

|  |

| 312 \| \| |
|           |

|  |

| 210 \| \| |
|           |

|  |

| 216 \| \| |
|           |

|  |

| 210 \| \| |
|           |

|  |

| 216 \| \| |
|           |

|  |

| 329 \| \| |
|           |

|  |

| 591 \| \| |
|           |

|  |

| 329 \| \| |
|           |

|  |

| 591 \| \| |
|           |

|  |

| 262 \| \| |
|           |

|  |

| 155 \| \| |
|           |

|  |

| 262 \| \| |
|           |

|  |

| 155 \| \| |
|           |

|  |

| 110 \| \| |
|           |

|  |

| 96 \| \| |
|          |

|  |

| 110 \| \| |
|           |

|  |

| 96 \| \| |
|          |

|  |

|  | Benziner (6.502) |

|  | Benziner (6.502) |

|  | Diesel (1.058) |

|  | Diesel (1.058) |

## Nachfolger
Die offizielle Nachfolge des Chrysler Sebring trat der Chrysler 200 an. Die Montage beim Grazer Joint-Venture zwischen Magna Steyr und dem Autocluster Steiermark wurde allerdings erst im Sommer 2011 beendet. Nach der Übernahme durch den Fiat-Konzern wurden die schweizerischen Modelle der Marke Lancia unterstellt, welche die meisten der dort verwendeten Modellnamen weiterführt. Die offizielle Nachfolge wird in Europa mit den Lancia Flavia gestellt, der weitgehend dem amerikanischen Chrysler 200 entspricht.

## Auszeichnungen
- 2009: Top Safety Pick 2010[15]